# Jascon 4
Jascon 4 war ein unter nigerianischer Flagge fahrender Schlepper und Versorgungsschiff  der Sea Trucks Group. Das Schiff sank mit seiner Besatzung von zwölf Seeleuten am 26. Mai 2013. Bekannt wurde das Unglück, weil der Koch, der 29-jährige Harrison Odjegba Okene, nach drei Tagen aus einer Luftblase im gesunkenen Schiff gerettet werden konnte. Die übrigen elf Besatzungsmitglieder überlebten nicht.

## Schiff
Die Jascon 4 war ein Schlepper der West African Ventures, einer Tochterfirma der Sea Trucks Group. Zum Zeitpunkt des Unglücks arbeitete das Schiff für die Chevron Corporation in Nigeria. Auf Deck hatte das Schiff eine Fläche von 147 m². Das Schiff wurde 2004 in Dienst gestellt.

## Untergang
Laut des niederländischen Unternehmens, das die Rettungstaucher stellte, sank das Schiff, als es zusammen mit zwei weiteren Schleppern einen Tanker in Schlepp genommen hatte. Es sollte den Tanker via Single Mooring System (SBM) unterstützen, jedoch bekam die Jascon 4 Schlagseite und sank. Zu dem Zeitpunkt war das Schiff circa 30 Kilometer vor der nigerianischen Küste auf Höhe der Escravos-Mündung. Eine Rettungsaktion mit Helikoptern und einer Reihe weiterer Schiffe wurde gestartet, jedoch ohne ein lebendes Besatzungsmitglied zu finden.

## Tauchoperation
Zum Zeitpunkt des Unglücks war die Lewek Toucan, ein von der West African Ventures gechartertes Schiff, mit einem Team von Sättigungstauchern an Bord, 120 Kilometer und rund 17 Stunden von der Unglücksstelle entfernt. Das Team war mit einer Operation für die Okpoho-Okono 16 Pipeline beschäftigt.
Nach einem direkten Kontakt des Schiffseigentümers und dem Management von DCN Global wurden die sechs Taucher beauftragt, schnellstmöglich zur Unfallstelle zu kommen und alle mögliche Unterstützung zu geben.
Nach der Ankunft nahmen die Taucher in einer Tiefe von 30 Metern die Suche nach Leichen in der Jascon 4 auf. Die 17-stündige Anfahrt wurde genutzt, um die Taucher auf die Tiefe von 30 Metern einzustellen. Bei ersten Tauchgängen wurde festgestellt, dass sich das Wrack um 180 Grad gedreht hatte und auf dem Kopf lag.

## Bergung der Besatzung
Nachdem die Taucher bereits vier Leichen geborgen hatten, fand ein Taucher in einer Luftblase den Koch der Jascon 4. Er hatte 62 Stunden in einer Kammer überlebt. Die Taucher führten eine Unterwasserkamera mit, deren Bilder an das Basisboot der Operation übermittelt wurden. Einer der Taucher entdeckte eine Hand im Wasser und dachte, es handele sich um eine weitere Leiche. Als er die Hand ergriff, griff diese nach ihm. Der Taucher reagierte zunächst erschrocken, da er nur mit toten Körpern gerechnet hatte. Die Taucher gaben Harrison Okene, dem Überlebenden, eine Vollgesichtsmaske, die neben der Versorgung mit Atemgas auch eine Sprechverbindung mit den Tauchern sowie mit der Leitstelle ermöglichte. Paul McDonald, ein Mitglied der Rettungsmannschaft, sagte den Medien, dass keiner an Bord glauben konnte, wie „cool“ Okene war, während er gerettet wurde. Nach dem Ausstieg aus dem Wrack tauchte die Gruppe zunächst bis in die Taucherglocke auf. Okene musste weitere 60 Stunden in der Dekompressionskammer verbringen. Ein direkter Aufstieg zur Oberfläche wäre durch die Taucherkrankheit fatal gewesen.
Das Tauchteam konnte alle elf toten Crewmitglieder bergen. An Bord waren elf Nigerianer gewesen, darunter vier junge Kadetten der Nigerian Maritime Academy und der ukrainische Kapitän. Vermutlich hatten sich die Seeleute in ihren Kabinen eingeschlossen, da dies die übliche Vorgehensweise bei einem eventuellen Piratenangriff ist.
Nach einer Anfrage von The Associated Press veröffentlichte die Tauchfirma DCN Diving eine kurze Version des Videos der Operation im Internet.

## Überlebender Harrison Odjegba Okene
Zum Zeitpunkt des Untergangs um 04:30 Uhr war der Koch bereits wach und befand sich auf der Toilette. Als das Schiff sank, kroch er aus der Toilette und fand verschiedene Werkzeuge und eine Schwimmweste mit Blitzlicht. Schließlich fand er einen sicheren, noch mit Luft gefüllten Raum. Okene überlebte mehr als zweieinhalb Tage in der Luftblase. Die Wassertemperatur sank in der Zeit, in der sich Okene unter Wasser befand. Nach eigenen Angaben half ihm sein Glaube an Gott, nicht die Hoffnung zu verlieren. Er betete den Psalm, den ihm seine Frau vor dem Untergang als SMS geschickt hatte. Er trauerte um seine elf Kollegen. 2019 veröffentlichte Okene ein Buch mit dem Titel 60 Hours Underwater, in dem er die Geschehnisse aus seiner Sicht erzählt.